# Pälden Tenpey Nyima
Pälden Tenpey Nyima (1781/82 - 1853) was de zevende pänchen lama van Tibet.

## Overgangsjaren
De voorgaande pänchen lama, Lobsang Pälden Yeshe was overleden aan pokken in Peking in 1780. De tiende shamarpa Mipam Chödrub Gyatso was diens stiefbroer. Een tweede broer was in die tijd de regent in Tibet voor het noorden. Een derde broer was ook een hoge reïncarnatie binnen de gelug, de Trungpa Tulku. De zus van Lobsang Pälden Yeshi was de bekendste vrouwelijke reïncarnatie uit het Tibetaanse boeddhisme, de Dorje Phagmo. Mipam Chödrup Gyamtso was ontevreden over de uitkomst van de verdeling in de familie van de nalatenschap van Lobsang Pälden Yeshi.
Als gevolg daarvan zwoer hij samen met de Nepalezen die een Gurkhaleger lieten uitrukken dat in 1788 een eerste van twee invasies in Tibet ondernam en de macht over de stad Shigatse innam. Het Gurkhaleger kwam drie jaar later terug om zijn deel op te eisen. Het Chinese leger stuurde echter ondersteunende troepen en verdreef ze uit Tibet in 1792.

## Dalai lama-inwijdingen
In 1810/11 gaf Pälden Tenpey Nyima de tonsuur aan de negende dalai lama in het Potala-paleis en noemde hem Lungtog Gyatso. Lungtog Gyatso overleed echter al als kind, waarna opnieuw een zoektocht werd ondernomen naar de reïncarnatie van de nieuwe dalai lama; dit duurde uiteindelijk acht jaar.
De politieke gebeurtenissen waren duister in deze periode en uiteindelijk gebruikte Pälden Tenpey Nyima de Gouden urn om namen van kandidaten te trekken. Dit was de eerste keer dat de Gouden urn voor de keuze van een nieuwe dalai lama werd gebruikt. In 1822 werd de tiende dalai lama op de Gouden Troon gezet. Hij ontving de tonsuur van de pänchen lama, die hem de naam Tsültrim Gyatso gaf. Tsültrim Gyatso ontving de volledige inwijding in 1831.
Ook de tiende dalai lama overleed op relatief jonge leeftijd en in 1842 erkende de pänchen lama de elfde dalai lama. Hij wijdde hem in onder de naam Khädrub Gyatso. Hoewel de elfde dalai lama ook relatief jong overleed, liet hij de pänchen lama wel met enkele jaren verschil achter zich.

## Zomerpaleis
In 1844 had Pälden Tenpey Nyima een zomerpaleis laten bouwen op ongeveer een kilometer afstand van Tashilhunpo, met twee kapellen en ommuurde tuinen. De latere tiende pänchen lama Chökyi Gyaltsen voegde hier in de 20e eeuw weelderige kamers en een publiekszaal aan toe. Na diens dood werd het door de autoriteiten omgebouwd tot een toeristisch picknickoord.
- Bibsys: 99060964
- Gemeinsame Normdatei: 123412560
- International Standard Name Identifier: 0000 0001 1068 0060
- Library of Congress Control Number: n83175411
- Nederlandse Thesaurus van Auteursnamen: 115291849
- Système universitaire de documentation: 108787672
- Virtual International Authority File: 64914027
- WorldCat: E39PBJqW37kp9yXQHjXgV8jKVC